# Guimarota
Guimarota è una miniera di carbone in disuso che contiene una vasta gamma di fossili di piante e animali dal periodo Kimmeridgiano (Giurassico superiore). È situata nel Portogallo centrale, vicino alla città di Leiria.
La località venne studiata estensivamente dai paleontologi della libera università di Berlino, ma questa attività si fermò nel 1982. Scavi ulteriori sono da considerarsi ardui, giacché oggi la miniera è sommersa. Pompare via l'acqua e rendere sicura la struttura avrebbe dei costi proibitivi.
I resti di mammiferi da questo sito sono particolarmente noti. Gli scavi furono così proficui che molti dei ritrovamenti devono ancora essere classificati.